# Eleições autárquicas portuguesas de 2005 no distrito de Bragança
| Eleições autárquicas portuguesas de 2005 Distritos: Aveiro \| Beja \| Braga \| Bragança \| Castelo Branco \| Coimbra \| Évora \| Faro \| Guarda \| Leiria \| Lisboa \| Portalegre \| Porto \| Santarém \| Setúbal \| Viana do Castelo \| Vila Real \| Viseu \| Açores \| Madeira |

## Resultados por Concelho
Os resultados nos Concelhos do Distrito de Bragança foram os seguintes:

### Alfândega da Fé
| Partido                 | Partido                        | Votos | %               | +/-  | Vereadores | +/-     |
| ----------------------- | ------------------------------ | ----- | --------------- | ---- | ---------- | ------- |
|                         | Partido Social Democrata       | 2 185 | 47,72 / 100,00  | -    | 3 / 5      | -       |
|                         | Partido Socialista             | 2 128 | 46,47 / 100,00  | 1,83 | 2 / 5      | Estável |
|                         | Partido Popular                | 92    | 2,01 / 100,00   | -    | 0 / 5      | -       |
|                         | Coligação Democrática Unitária | 33    | 0,72 / 100,00   | 0,89 | 0 / 5      | Estável |
| Votos Inválidos         | Votos Inválidos                | 141   | 3,08 / 100,00   | 0,52 |            |         |
| Total                   | Total                          | 4 579 | 100,00 / 100,00 |      | 5 / 5      |         |
| Eleitorado/Participação | Eleitorado/Participação        | 6 148 | 74,48 / 100,00  | 1,54 |            |         |

### Bragança
| Partido                 | Partido                        | Votos  | %               | +/-  | Vereadores | +/-     |
| ----------------------- | ------------------------------ | ------ | --------------- | ---- | ---------- | ------- |
|                         | Partido Social Democrata       | 13 104 | 62,69 / 100,00  | 0,84 | 5 / 7      | Estável |
|                         | Partido Socialista             | 5 649  | 27,02 / 100,00  | 1,87 | 2 / 7      | Estável |
|                         | Coligação Democrática Unitária | 621    | 2,97 / 100,00   | 0,01 | 0 / 7      | Estável |
|                         | Bloco de Esquerda              | 373    | 1,78 / 100,00   | -    | 0 / 7      | -       |
|                         | Partido Popular                | 272    | 1,30 / 100,00   | 1,15 | 0 / 7      | Estável |
| Votos Inválidos         | Votos Inválidos                | 884    | 4,23 / 100,00   | 0,37 |            |         |
| Total                   | Total                          | 20 903 | 100,00 / 100,00 |      | 7 / 7      |         |
| Eleitorado/Participação | Eleitorado/Participação        | 33 941 | 61,59 / 100,00  | 1,00 |            |         |

### Carrazeda de Ansiães
| Partido                 | Partido                        | Votos | %               | +/-  | Vereadores | +/-     |
| ----------------------- | ------------------------------ | ----- | --------------- | ---- | ---------- | ------- |
|                         | Partido Social Democrata       | 2 631 | 51,35 / 100,00  | 7,26 | 3 / 5      | Estável |
|                         | Partido Socialista             | 1 408 | 27,48 / 100,00  | 7,40 | 2 / 5      | Estável |
|                         | Partido Popular                | 585   | 11,42 / 100,00  | -    | 0 / 5      | -       |
|                         | Partido da Nova Democracia     | 186   | 3,63 / 100,00   | Novo | 0 / 5      | Novo    |
|                         | Coligação Democrática Unitária | 68    | 1,33 / 100,00   | 1,07 | 0 / 5      | Estável |
| Votos Inválidos         | Votos Inválidos                | 246   | 4,80 / 100,00   | 0,69 |            |         |
| Total                   | Total                          | 5 124 | 100,00 / 100,00 |      | 5 / 5      |         |
| Eleitorado/Participação | Eleitorado/Participação        | 7 870 | 65,11 / 100,00  | 3,34 |            |         |

### Freixo de Espada à Cinta
| Partido                 | Partido                        | Votos | %               | +/-   | Vereadores | +/-     |
| ----------------------- | ------------------------------ | ----- | --------------- | ----- | ---------- | ------- |
|                         | Partido Socialista             | 1 640 | 50,37 / 100,00  | 7,64  | 3 / 5      | 1       |
|                         | Partido Social Democrata       | 1 398 | 42,94 / 100,00  | 11,66 | 2 / 5      | 1       |
|                         | Partido Popular                | 104   | 3,19 / 100,00   | -     | 0 / 5      | -       |
|                         | Coligação Democrática Unitária | 13    | 0,40 / 100,00   | 0,04  | 0 / 5      | Estável |
| Votos Inválidos         | Votos Inválidos                | 101   | 3,10 / 100,00   | 0,79  |            |         |
| Total                   | Total                          | 3 256 | 100,00 / 100,00 |       | 5 / 5      |         |
| Eleitorado/Participação | Eleitorado/Participação        | 3 998 | 81,44 / 100,00  | 0,58  |            |         |

### Macedo de Cavaleiros
| Partido                 | Partido                        | Votos  | %               | +/-   | Vereadores | +/-     |
| ----------------------- | ------------------------------ | ------ | --------------- | ----- | ---------- | ------- |
|                         | Partido Social Democrata       | 6 465  | 54,36 / 100,00  | -     | 5 / 7      | -       |
|                         | Partido Socialista             | 3 869  | 32,53 / 100,00  | 11,69 | 2 / 7      | 1       |
|                         | Partido Popular                | 990    | 8,32 / 100,00   | -     | 0 / 7      | -       |
|                         | Coligação Democrática Unitária | 144    | 1,21 / 100,00   | 0,10  | 0 / 7      | Estável |
| Votos Inválidos         | Votos Inválidos                | 426    | 3,58 / 100,00   | 0,58  |            |         |
| Total                   | Total                          | 11 894 | 100,00 / 100,00 |       | 7 / 7      |         |
| Eleitorado/Participação | Eleitorado/Participação        | 18 122 | 65,63 / 100,00  | 0,75  |            |         |

### Miranda do Douro
| Partido                 | Partido                        | Votos | %               | +/-  | Vereadores | +/-     |
| ----------------------- | ------------------------------ | ----- | --------------- | ---- | ---------- | ------- |
|                         | Partido Social Democrata       | 3 052 | 52,36 / 100,00  | 4,23 | 3 / 5      | Estável |
|                         | Partido Socialista             | 2 259 | 38,75 / 100,00  | 2,83 | 2 / 5      | Estável |
|                         | Partido Popular                | 189   | 3,24 / 100,00   | 0,23 | 0 / 5      | Estável |
|                         | Coligação Democrática Unitária | 45    | 0,77 / 100,00   | 0,05 | 0 / 5      | Estável |
| Votos Inválidos         | Votos Inválidos                | 284   | 4,87 / 100,00   | 1,12 |            |         |
| Total                   | Total                          | 5 829 | 100,00 / 100,00 |      | 5 / 5      |         |
| Eleitorado/Participação | Eleitorado/Participação        | 8 247 | 70,68 / 100,00  | 0,91 |            |         |

### Mirandela
| Partido                 | Partido                        | Votos  | %               | +/-  | Vereadores | +/-     |
| ----------------------- | ------------------------------ | ------ | --------------- | ---- | ---------- | ------- |
|                         | Partido Social Democrata       | 7 477  | 47,22 / 100,00  | 5,95 | 4 / 7      | 1       |
|                         | Partido Popular                | 5 681  | 35,87 / 100,00  | 3,13 | 3 / 7      | Estável |
|                         | Partido Socialista             | 1 730  | 10,92 / 100,00  | 2,74 | 0 / 7      | 1       |
|                         | Coligação Democrática Unitária | 373    | 2,36 / 100,00   | 0,17 | 0 / 7      | Estável |
| Votos Inválidos         | Votos Inválidos                | 575    | 3,63 / 100,00   | 0,25 |            |         |
| Total                   | Total                          | 15 836 | 100,00 / 100,00 |      | 7 / 7      |         |
| Eleitorado/Participação | Eleitorado/Participação        | 24 214 | 65,40 / 100,00  | 1,54 |            |         |

### Mogadouro
| Partido                 | Partido                        | Votos  | %               | +/-     | Vereadores | +/-     |
| ----------------------- | ------------------------------ | ------ | --------------- | ------- | ---------- | ------- |
|                         | Partido Social Democrata       | 4 246  | 51,59 / 100,00  | 1,45    | 4 / 7      | Estável |
|                         | Partido Socialista             | 3 545  | 43,07 / 100,00  | 1,28    | 3 / 7      | Estável |
|                         | Coligação Democrática Unitária | 123    | 1,49 / 100,00   | 0,17    | 0 / 7      | Estável |
| Votos Inválidos         | Votos Inválidos                | 317    | 3,85 / 100,00   | Estável |            |         |
| Total                   | Total                          | 8 231  | 100,00 / 100,00 |         | 7 / 7      |         |
| Eleitorado/Participação | Eleitorado/Participação        | 11 656 | 70,62 / 100,00  | 1,14    |            |         |

### Torre de Moncorvo
| Partido                 | Partido                        | Votos  | %               | +/-   | Vereadores | +/-     |
| ----------------------- | ------------------------------ | ------ | --------------- | ----- | ---------- | ------- |
|                         | Partido Socialista             | 3 309  | 49,46 / 100,00  | 1,62  | 3 / 5      | 1       |
|                         | Partido Social Democrata       | 2 022  | 30,22 / 100,00  | 15,17 | 2 / 5      | 1       |
|                         | Partido Popular                | 959    | 14,33 / 100,00  | -     | 0 / 5      | -       |
|                         | Coligação Democrática Unitária | 104    | 1,55 / 100,00   | 1,05  | 0 / 5      | Estável |
| Votos Inválidos         | Votos Inválidos                | 296    | 4,42 / 100,00   | 0,25  |            |         |
| Total                   | Total                          | 6 690  | 100,00 / 100,00 |       | 5 / 5      | 2       |
| Eleitorado/Participação | Eleitorado/Participação        | 10 050 | 66,57 / 100,00  | 1,54  |            |         |

### Vila Flor
| Partido                 | Partido                        | Votos | %               | +/-  | Vereadores | +/-     |
| ----------------------- | ------------------------------ | ----- | --------------- | ---- | ---------- | ------- |
|                         | Partido Socialista             | 3 130 | 57,71 / 100,00  | 0,99 | 3 / 5      | Estável |
|                         | Partido Social Democrata       | 1 816 | 33,48 / 100,00  | -    | 2 / 5      | -       |
|                         | Partido Popular                | 179   | 3,30 / 100,00   | -    | 0 / 5      | -       |
|                         | Coligação Democrática Unitária | 82    | 1,51 / 100,00   | 0,38 | 0 / 5      | Estável |
| Votos Inválidos         | Votos Inválidos                | 217   | 4,00 / 100,00   | 0,83 |            |         |
| Total                   | Total                          | 5 424 | 100,00 / 100,00 |      | 5 / 5      |         |
| Eleitorado/Participação | Eleitorado/Participação        | 7 847 | 69,12 / 100,00  | 3,45 |            |         |

### Vimioso
| Partido                 | Partido                        | Votos | %               | +/-   | Vereadores | +/-     |
| ----------------------- | ------------------------------ | ----- | --------------- | ----- | ---------- | ------- |
|                         | Partido Social Democrata       | 2 679 | 59,11 / 100,00  | 10,03 | 3 / 5      | Estável |
|                         | Partido Socialista             | 1 646 | 36,32 / 100,00  | 9,10  | 2 / 5      | Estável |
|                         | Coligação Democrática Unitária | 32    | 0,71 / 100,00   | 0,24  | 0 / 5      | Estável |
|                         | Partido Popular                | 20    | 0,44 / 100,00   | 0,66  | 0 / 5      | Estável |
| Votos Inválidos         | Votos Inválidos                | 155   | 3,42 / 100,00   | 0,50  |            |         |
| Total                   | Total                          | 4 532 | 100,00 / 100,00 |       | 5 / 5      |         |
| Eleitorado/Participação | Eleitorado/Participação        | 6 588 | 68,79 / 100,00  | 1,60  |            |         |

### Vinhais
| Partido                 | Partido                        | Votos  | %               | +/-   | Vereadores | +/-     |
| ----------------------- | ------------------------------ | ------ | --------------- | ----- | ---------- | ------- |
|                         | Partido Socialista             | 4 272  | 49,63 / 100,00  | 11,02 | 4 / 7      | 1       |
|                         | Partido Social Democrata       | 3 963  | 46,04 / 100,00  | 14,60 | 3 / 7      | 1       |
|                         | Coligação Democrática Unitária | 108    | 1,25 / 100,00   | 0,66  | 0 / 7      | Estável |
| Votos Inválidos         | Votos Inválidos                | 265    | 3,08 / 100,00   | 0,95  |            |         |
| Total                   | Total                          | 8 608  | 100,00 / 100,00 |       | 7 / 7      |         |
| Eleitorado/Participação | Eleitorado/Participação        | 12 263 | 70,19 / 100,00  | 1,98  |            |         |